# Bela (stolica tytularna)
Bela (łac. Diœcesis Belensis) – stolica historycznej diecezji w Imperium Bułgarskim, współcześnie w Bośni i Hercegowinie. Od 1933 katolicka diecezja tytularna.

## Biskupi tytularni
| Lp. | Biskup                   | Od                   | Do                   |
| --- | ------------------------ | -------------------- | -------------------- |
| 1   | José Alves Martins       | 15 listopada 1935    | 14 kwietnia 1950     |
| 2   | Bernardo Arango Henao SJ | 18 kwietnia 1950     | 27 października 1962 |
| 3   | Gerard Tickle            | 12 października 1963 | 14 września 1994     |
| 4   | Gerald Kicanas           | 24 stycznia 1995     | 30 października 2001 |
| 5   | Santiago Silva Retamales | 16 lutego 2002       | 7 lipca 2015         |
| 6   | Ricardo Seirutti         | 7 listopada 2015     |                      |